# СОН-9
СОН-9 «Гром-2»  (Станция Орудийной Наводки — Девять), по классификации НАТО Fire Can — советская серийно выпускавшаяся радиолокационная станция орудийной наводки зенитной артиллерии малого и среднего калибров. Позже была создана помехозащищённая модификация СОН-9А «Глобус».
С развитием радиолокационной техники, станции СОН-9 заменялись на приборный комплекс РПК-1 «Ваза»

## Разработка и испытания
Станция разрабатывалась по заданию ГАУ (заказ 40) в 1948—1950 годах под руководством М. Н. Полозова с участием В. П. Рождественского, К. И. Воронцова, В. Н. Белугина и других специалистов. За основу была взята станция СОН-4. Сама станция орудийной наводки СОН-9 предназначалась для целеуказания войсковой зенитной артиллерии малого и среднего калибров.

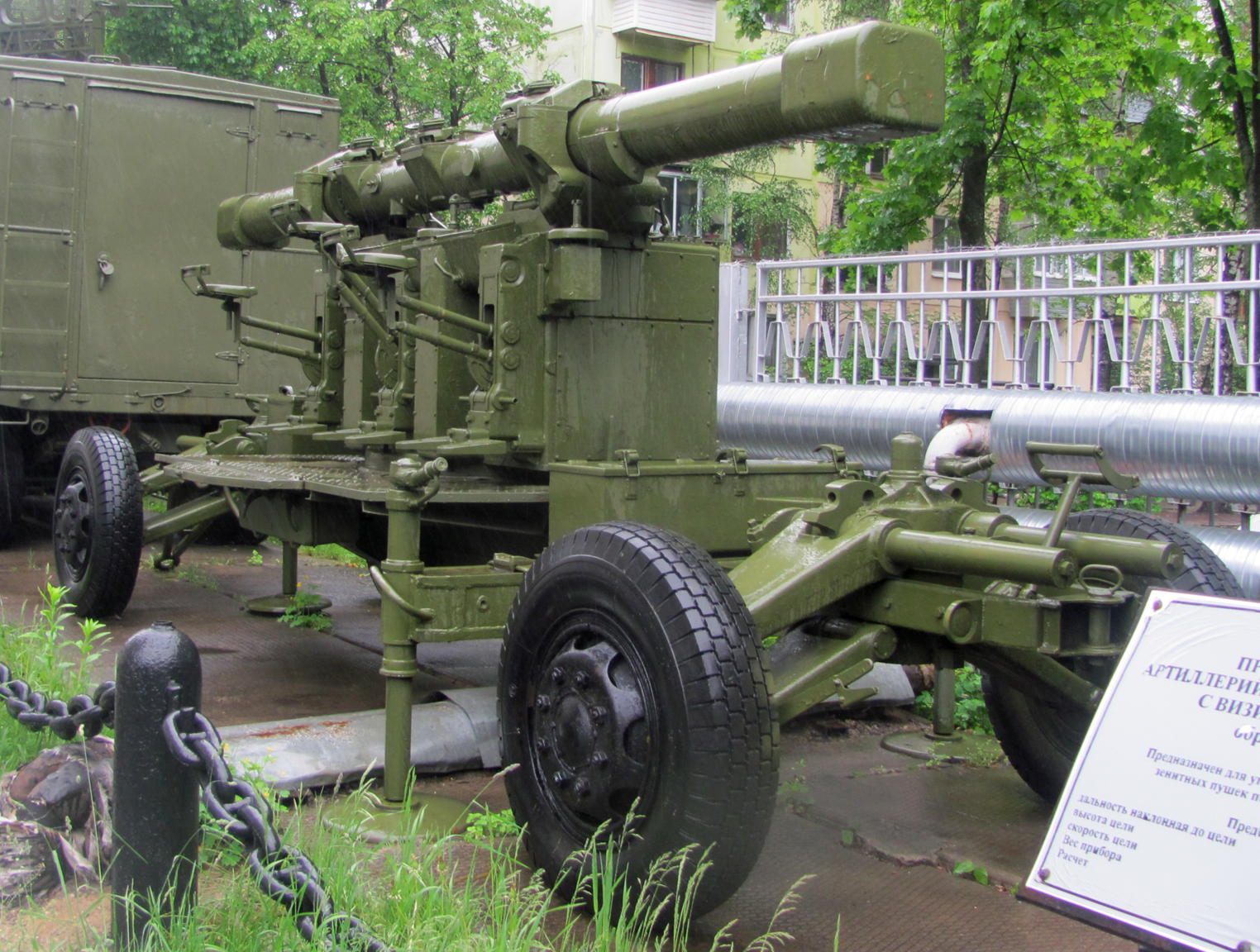
ПУАЗО-5

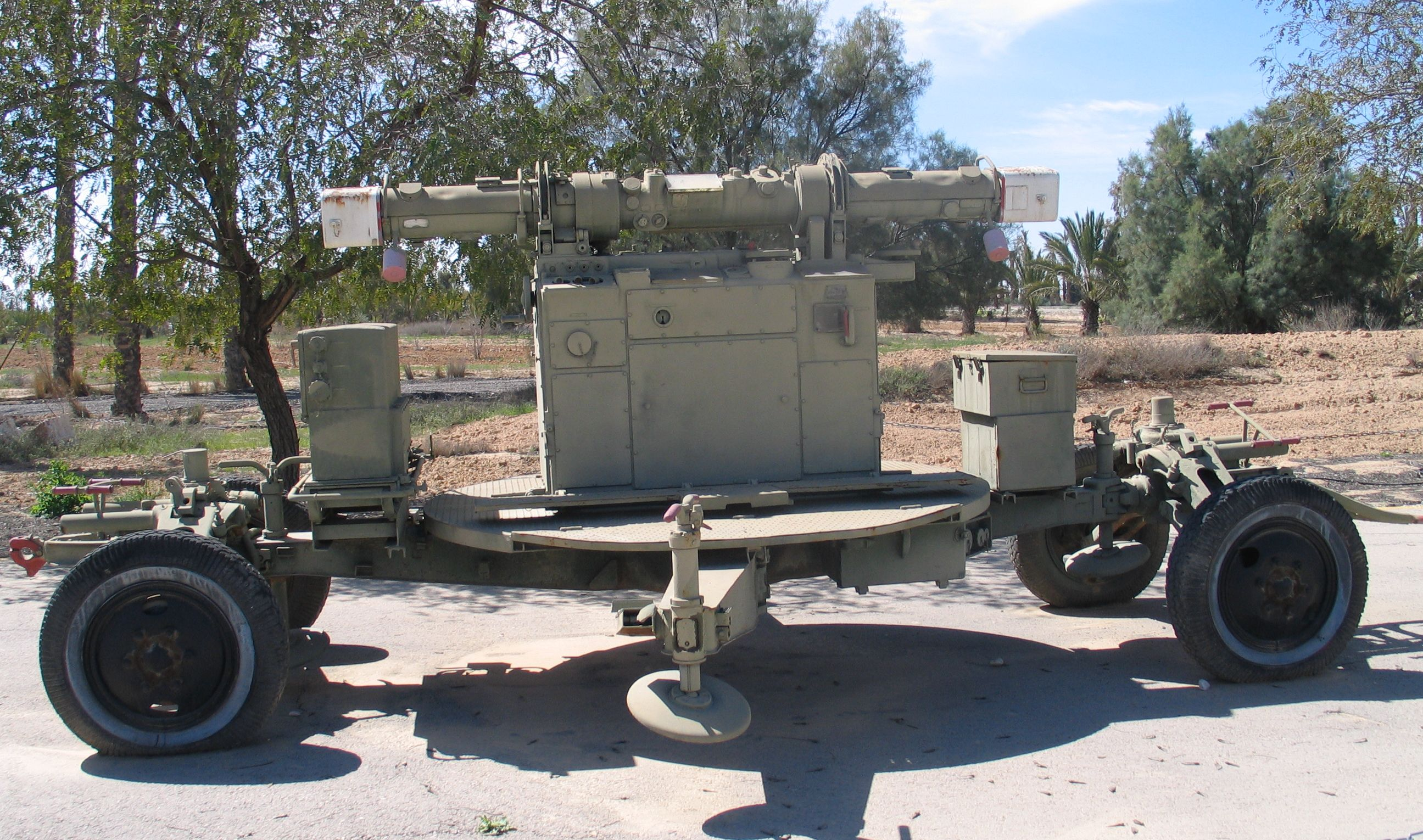
ПУАЗО-6

В 1950 году станция прошла испытания с пушками С-60 на полигоне НИЗАП под руководством инженера-испытателя Г. М. Струнского. Совместно с СОН-9 испытания прошли стереодальномер Д-49 (разработка КБ завода № 69 Министерства вооружения) и ПУАЗО-5А (прибор управления артиллерийским зенитным огнём). Станция показала характеристики, соответствовавшие техническим заданиям, и она была принята на вооружение Сухопутных войск СССР.
Серийный выпуск станций СОН-9 «Гром-2» в августе 1953 года был поручен Государственному союзному заводу № 933 Министерства вооружения СССР. С этого времени началась подготовка завода к серийному производству — был создан головной цех по выпуску РЛС, а в заводском КБ организованы пять специализированных лабораторий. В организации так же приняло участие головное предприятие — Свердловский завод № 356. В октябре 1954 года были сданы первые два комплекта СОН-9. Для завода это стал первый опыт производства функционально законченного радиолокатора. Позже производство было открыто и на самом заводе № 356 под руководством А. П. Андреева.
Почти сразу после начала серийного производства станции, было принято решение ГАУ (заказ 40А) о модернизации станции СОН-9 с учётом новых разработок ряда НИИ промышленности и Военного министерства в направлении защиты станции от активных радиотехнических помех и которое обеспечивало бы устойчивое целеуказание зенитной артиллерии в условиях постановки противником помех. Подразумевалось, что передающая и приемная системы, при наличии активных помех шумового типа, могли перестраиваться для работы на другие частоты. Модернизированная станция получила обозначение СОН-9а «Глобус». Работы по программе «Заказ 40А» начались с декабря 1955 года.
СОН-9а могла автоматически или вручную переходить на другую рабочую частоту свободную от помех. Для этого в приемной системе были внедрены устройства АПС (автоматической перестройки станции). Они обеспечивали управление механизмами перестройки магнетрона, гетеродина, работавшего на клистроне, и антенного переключателя.
Государственные полигонные испытания станции СОН-9А прошли в 1955—1956 годах. В их ходе подтвердили соответствие ее параметров заданным требованиям. Вскоре станция была принята на вооружение и с июля 1956 года поставлена на серийное производство. Заводом-производителем также был определён завод № 933.
С первого квартала 1956 года с завода начались поставки станций СОН-9А на экспорт в страны Варшавского договора, а затем и в другие страны. Летом 1956 года на заводе начали производство ещё одного компонента комплекса СОН-9А — наземного радиозапросчика «Тантал».
С 1954 по 1959 годы Днепровский завод поставил в войска более 600 РЛС модификаций СОН-9 и СОН-9А.

## Описание

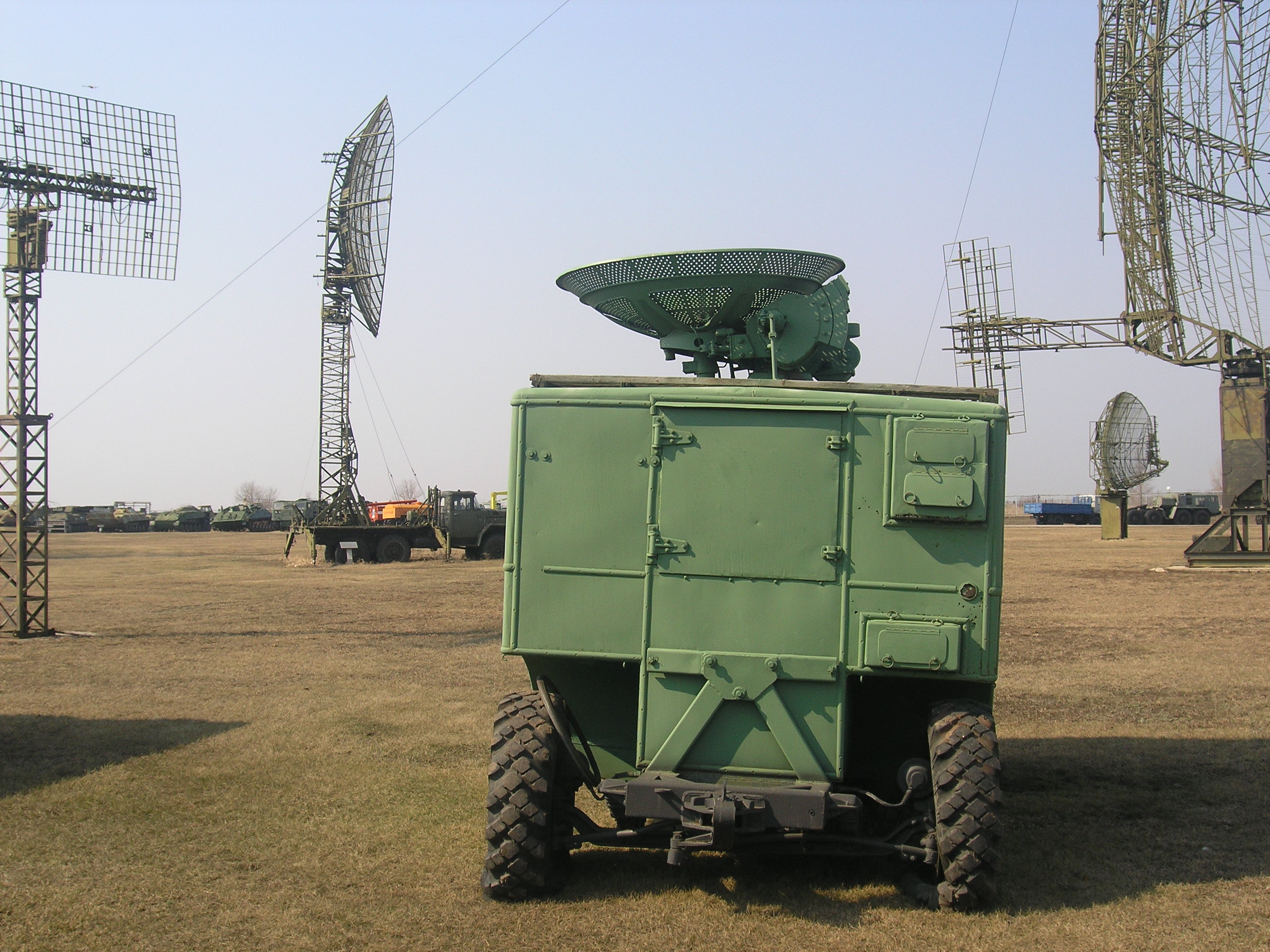
СОН-9 в экспозиции «Парковый комплекс истории техники имени К. Г. Сахарова», г. Тольятти

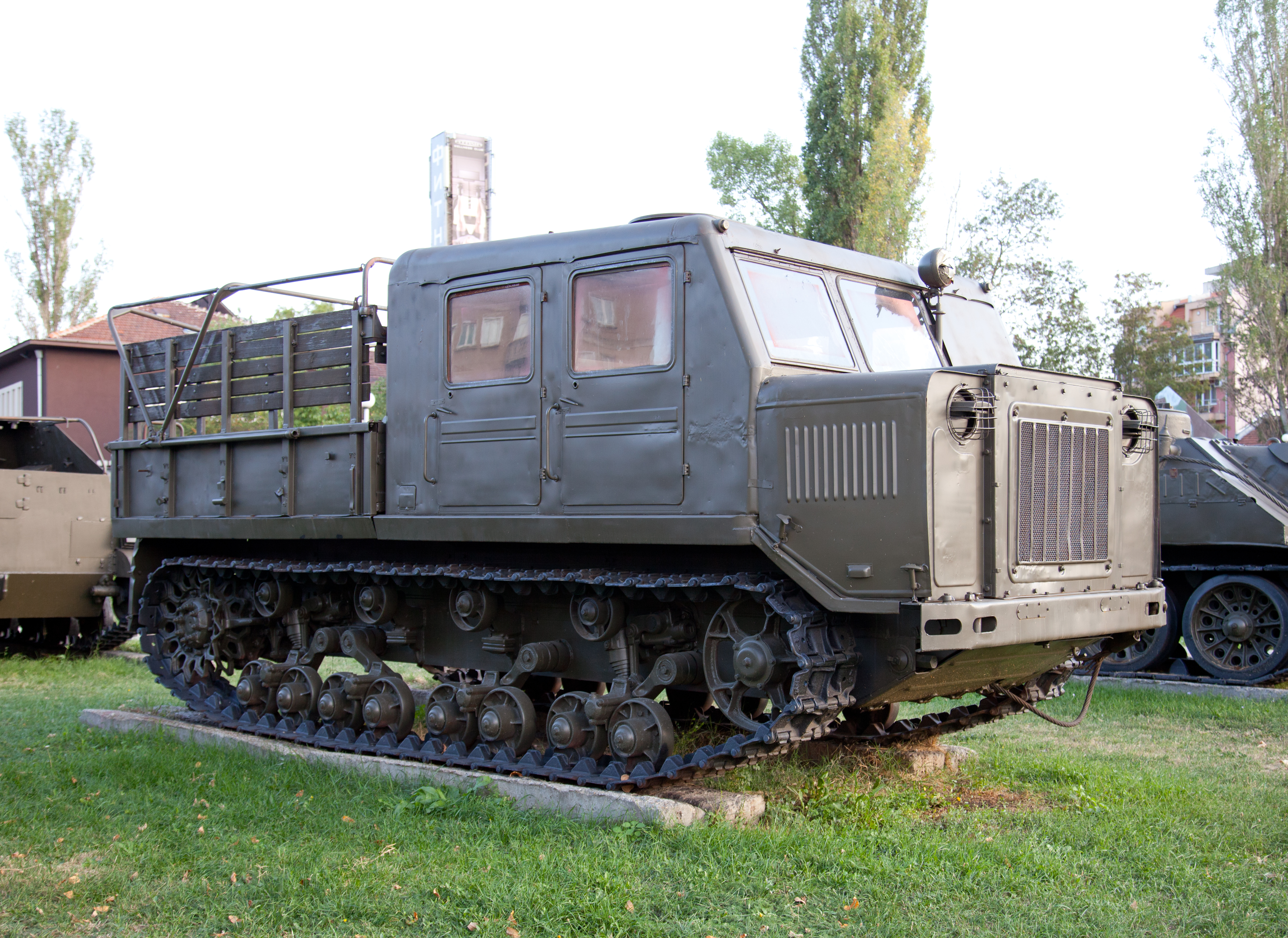
Транспортёр АТ-С

Станция позволяла обнаруживать воздушные цели на дальности не менее 55 км независимо от видимости и состояния погоды, определять непрерывно текущие координаты цели (азимут, угол места, наклонную дальность) и передавать их на прибор управления артиллерийским зенитным огнём (ПУАЗО) и прожектор.
Передающее устройство станции работало от магнетронного генератора, вырабатывающего мощные высокочастотные импульсы длительностью около 0,5 мкс с частотой повторения 1875 Гц. Станции СОН-9 оборудовалась четырьмя магнетронами, работающих на частотах, которые отличались одна от другой в пределах 160 МГц. Для получения высокочастотных незатухающих колебаний с частотой, отличающейся от частоты магнетрона, в схеме использовался сантиметровый гетеродин клистронного типа с объёмным контуром (резонатором). Индикаторы дальности и кругового обзора выдавали информацию на приёмную аппаратуру.
Была возможность работы в трёх режимах: автоматическом круговом или секторном обзоре; ручном управлении положения антенны; автоматическом сопровождении цели. При работе в режиме автоматического сопровождения использовался принцип равносигнальной зоны. В станции СОН-9 была предусмотрена возможность приёма целеуказания от других РЛС кругового обзора и дистанционное управление положением антенны от визирной колонки ПУАЗО-6. А выдаваемые РЛС координаты цели автоматически передавались на индикаторные устройства станции и на ПУАЗО-6.
Перемещение станции происходило за счёт среднего гусеничного артиллерийского тягача АТ-С. Электропитание поступало от электроагрегата АПГ-15 / АПГ-15М.

## Основные тактико-технические параметры
| Диапазон волн                                                                      | Сантиметровый                                                                                        |
| Мощность в импульсе                                                                | Около 250 кВт                                                                                        |
| Дальность обнаружения при ручном/автоматическом сопровождении                      | До 50 км / До 35 км                                                                                  |
| Ошибки определения координат в автоматическом режиме по дальности / азимуту и углу | 20 м / 0,2 д. у.                                                                                     |
| Разрешающая способность по наклонной дальности ручной / автоматический             | 125 м / 200 м                                                                                        |
| Тип антенны                                                                        | Параболический отражатель диаметром 1,5м с несимметричным вибратором, вращающимся с частотой 24 об/с |
| Ширина диаграммы направленности                                                    | Около 5° (по 50%-ному спаду мощности)                                                                |

## В составе артиллерийских установок
- 25-мм автоматические зенитные пушки 72-К
- 37-мм автоматические зенитные пушки 61-К
- 57-мм зенитные пушки С-60
- 85-мм зенитные пушки КС-18
- 100-мм зенитные пушки КС-19

## На вооружении
Станции СОН-9 и СОН-9А поступали на вооружение воинских частей ПВО Вооруженных Сил СССР во всех военных округах. Также они поставлялись в страны Варшавского договора и другие страны — союзники СССР.
По состоянию на 2022 год нет ни одного реального подтверждения о нахождении станции СОН-9/СОН-9А на вооружении какой либо страны.

### Бывшие операторы
- Алжир
- Болгария
- Вьетнам
- Египет
- Иран
- Камбоджа
- Китай
- КНДР
- Куба
- Ливия
- Сирия
- СССР

## Боевое применение
Станции СОН-9 и СОН-9А широко использовались во время войны во Вьетнаме.

## Музейные экспонаты
- Парковый комплекс истории техники имени К. Г. Сахарова, Тольтти, Россия
- Музей ВВС Израиля, Хацерим, Израиль